# Penny Barg
Pour les articles homonymes, voir Mager.
Penny Barg (née le 11 avril 1964) est une joueuse de tennis américaine, professionnelle de 1982 à 1992. Elle est aussi connue sous son nom de femme mariée, Penny Barg-Mager.
Pendant sa carrière, elle a gagné trois titres WTA en double dames, discipline dans laquelle elle a atteint deux fois les quarts de finale en Grand Chelem.

## Palmarès

### Titres en double dames
| No | Date       | Nom et lieu du tournoi            | Catégorie | Dotation  | Surface      | Partenaire          | Finalistes                        | Score         |          |
| -- | ---------- | --------------------------------- | --------- | --------- | ------------ | ------------------- | --------------------------------- | ------------- | -------- |
| 1  | 09-03-1987 | Virginia Slims of Arizona Phoenix |           | 75 000 $  | Dur (ext.)   | Beth Herr           | Mary Lou Piatek Anne White        | 2-6, 6-2, 7-6 | Parcours |
| 2  | 06-07-1987 | Volvo Ladies Event Båstad         |           | 75 000 $  | Terre (ext.) | Tine Scheuer-Larsen | Sandra Cecchini Patricia Tarabini | 6-1, 6-2      | Parcours |
| 3  | 11-09-1989 | Virginia Slims of Arizona Phoenix | Tier V    | 100 000 $ | Dur (ext.)   | Peanut Louie        | Elise Burgin Rosalyn Fairbank     | 7-6, 7-6      | Parcours |

### Finales en double dames
| No | Date       | Nom et lieu du tournoi                      | Catégorie | Dotation  | Surface         | Vainqueures                        | Partenaire        | Score         |          |
| -- | ---------- | ------------------------------------------- | --------- | --------- | --------------- | ---------------------------------- | ----------------- | ------------- | -------- |
| 1  | 09-07-1984 | Santista Textile Open Rio de Janeiro        |           | 50 000 $  | Dur (ext.)      | Jill Hetherington Hélène Pelletier | Kylie Copeland    | 6-3, 2-6, 7-6 | Parcours |
| 2  | 06-05-1985 | Barcelona Barcelone                         |           | 50 000 $  | Terre (ext.)    | Petra Delhees Pat Medrado          | Adriana Villagrán | 6-1, 6-0      | Parcours |
| 3  | 22-07-1985 | US Clay Courts Indianapolis                 |           | 200 000 $ | Terre (ext.)    | Katerina Maleeva Manuela Maleeva   | Paula Smith       | 3-6, 6-3, 6-4 | Parcours |
| 4  | 07-10-1985 | Virginia Slims of Indianapolis Indianapolis |           | 75 000 $  | Moquette (int.) | Bonnie Gadusek Mary Lou Piatek     | Sandy Collins     | 6-1, 6-0      | Parcours |
| 5  | 11-04-1988 | Bausch & Lomb Championships Amelia Island   | Tier II   | 300 000 $ | Terre (ext.)    | Zina Garrison Eva Pfaff            | Katrina Adams     | 4-6, 6-2, 7-6 | Parcours |

## Parcours en Grand Chelem

### En simple dames
| Année | Open d'Australie (janvier) | Open d'Australie (janvier) | Internationaux de France | Internationaux de France | Wimbledon       | Wimbledon       | US Open         | US Open          | Open d'Australie (décembre) | Open d'Australie (décembre) |
| ----- | -------------------------- | -------------------------- | ------------------------ | ------------------------ | --------------- | --------------- | --------------- | ---------------- | --------------------------- | --------------------------- |
| 1985  | n/a                        | n/a                        | 2e tour (1/32)           | Gabriela Sabatini        | -               | -               | -               | -                | -                           | -                           |
| 1986  | n/a                        | n/a                        | -                        | -                        | 1er tour (1/64) | Mary Lou Piatek | 1er tour (1/64) | Caroline Kuhlman | n/a                         | n/a                         |
| 1987  | -                          | -                          | 1er tour (1/64)          | Katerina Maleeva         | -               | -               | -               | -                | n/a                         | n/a                         |
| 1988  | 1er tour (1/64)            | Patty Fendick              | -                        | -                        | 1er tour (1/64) | Sara Gomer      | -               | -                | n/a                         | n/a                         |

À droite du résultat, l’ultime adversaire.

### En double dames
| Année | Open d'Australie (janvier)  | Open d'Australie (janvier) | Internationaux de France     | Internationaux de France   | Wimbledon                    | Wimbledon                  | US Open                      | US Open                    | Open d'Australie (décembre) | Open d'Australie (décembre) |
| ----- | --------------------------- | -------------------------- | ---------------------------- | -------------------------- | ---------------------------- | -------------------------- | ---------------------------- | -------------------------- | --------------------------- | --------------------------- |
| 1982  | n/a                         | n/a                        | -                            | -                          | -                            | -                          | 1/4 de finale Beth Herr      | Navrátilová Pam Shriver    | -                           | -                           |
| 1983  | n/a                         | n/a                        | -                            | -                          | -                            | -                          | 1er tour (1/32) Beth Herr    | Mima Jaušovec Kathy Jordan | -                           | -                           |
| 1984  | n/a                         | n/a                        | 2e tour (1/16) L. Bernstein  | Kohde-Kilsch H. Mandlíková | 1er tour (1/32) Amy Holton   | C. Bassett A. Temesvári    | 2e tour (1/16) B. Gerken     | Chris Evert B. J. King     | -                           | -                           |
| 1985  | n/a                         | n/a                        | 1/4 de finale A. Villagrán   | Kohde-Kilsch Helena Suková | 1er tour (1/32) A. Villagrán | Hetherington Gretchen Rush | 1er tour (1/32) Ronni Reis   | Anne Hobbs C. Jolissaint   | -                           | -                           |
| 1986  | n/a                         | n/a                        | 1er tour (1/32) Beth Herr    | M. Mesker P. Paradis       | 2e tour (1/16) Beth Herr     | G. Fernández Robin White   | 1er tour (1/32) Beth Herr    | Iva Budařová M. Skuherská  | n/a                         | n/a                         |
| 1987  | -                           | -                          | 3e tour (1/8) Beth Herr      | Jenny Byrne Kathy Rinaldi  | 2e tour (1/16) Laura Arraya  | Lori McNeil Robin White    | 1er tour (1/32) J. Russell   | Chris Evert G. Fernández   | n/a                         | n/a                         |
| 1988  | 3e tour (1/8) Katrina Adams | Chris Evert W. Turnbull    | 2e tour (1/16) Mercedes Paz  | C. Benjamin Hu Na          | 1er tour (1/32) M. L. Piatek | Helen Kelesi C. Tanvier    | 3e tour (1/8) Elise Burgin   | Lori McNeil B. Nagelsen    | n/a                         | n/a                         |
| 1989  | -                           | -                          | 2e tour (1/16) Ronni Reis    | Nicole Provis Elna Reinach | 2e tour (1/16) Ronni Reis    | Peanut Louie Wendy White   | 2e tour (1/16) Henricksson   | MJ Fernández Pam Shriver   | n/a                         | n/a                         |
| 1990  | -                           | -                          | 1er tour (1/32) Beth Herr    | Terry Phelps S. Stafford   | 2e tour (1/16) Peanut Louie  | Lise Gregory Gretchen Rush | 1er tour (1/32) Peanut Louie | Elise Burgin R. Fairbank   | n/a                         | n/a                         |
| 1991  | -                           | -                          | 1er tour (1/32) Lise Gregory | Tracey Morton Clare Wood   | 1er tour (1/32) C. MacGregor | Kimiko Date Ei Iida        | 1er tour (1/32) C. MacGregor | Amy Frazier Maya Kidowaki  | n/a                         | n/a                         |

Sous le résultat, la partenaire ; à droite, l’ultime équipe adverse.

### En double mixte
| Année | Open d'Australie (janvier), | Open d'Australie (janvier), | Internationaux de France      | Internationaux de France   | Wimbledon                     | Wimbledon                   | US Open                       | US Open                  | Open d'Australie (décembre), | Open d'Australie (décembre), |
| ----- | --------------------------- | --------------------------- | ----------------------------- | -------------------------- | ----------------------------- | --------------------------- | ----------------------------- | ------------------------ | ---------------------------- | ---------------------------- |
| 1984  | n/a                         | n/a                         | -                             | -                          | 1er tour (1/32) Steve Meister | Anne Smith Dick Stockton    | -                             | -                        | n/a                          | n/a                          |
| 1985  | n/a                         | n/a                         | 1/4 de finale Steve Meister   | C. Tanvier Mike Bauer      | 1er tour (1/32) Steve Meister | A. Temesvári P. McNamara    | 2e tour (1/8) S. Perkiss      | Navrátilová H. Günthardt | n/a                          | n/a                          |
| 1986  | n/a                         | n/a                         | 2e tour (1/16) B. Willenborg  | M. Maleeva D. de Miguel    | -                             | -                           | -                             | -                        | n/a                          | n/a                          |
| 1987  | -                           | -                           | 1er tour (1/32) B. Willenborg | V. Ruzici Horst Skoff      | 2e tour (1/16) Rick Leach     | Patty Fendick Andy Kohlberg | -                             | -                        | n/a                          | n/a                          |
| 1988  | 2e tour (1/8) Kelly Jones   | Louise Field Brad Drewett   | 1/4 de finale Eric Korita     | B. Schultz M. Schapers     | 3e tour (1/8) Eric Korita     | Patty Fendick Rick Leach    | 1er tour (1/16) Eric Korita   | E. Smylie P. McEnroe     | n/a                          | n/a                          |
| 1989  | -                           | -                           | 1/4 de finale B. Willenborg   | Zina Garrison Rick Leach   | 1er tour (1/32) B. Willenborg | Donna Faber Byron Talbot    | 1er tour (1/16) B. Willenborg | Zina Garrison S. Stewart | n/a                          | n/a                          |
| 1990  | -                           | -                           | 1er tour (1/32) Laurie Warder | R. McQuillan T. Woodbridge | 1er tour (1/32) Steve DeVries | Terry Phelps Neil Broad     | -                             | -                        | n/a                          | n/a                          |
| 1991  | -                           | -                           | 2e tour (1/16) Nick Brown     | A. Sánchez Jorge Lozano    | 1er tour (1/32) Van Emburgh   | L. Neiland Libor Pimek      | -                             | -                        | n/a                          | n/a                          |

Sous le résultat, le partenaire ; à droite, l’ultime équipe adverse.

## Classements WTA en fin de saison

### En simple
| Année | 1983 | 1984 | 1985 | 1986 | 1987 | 1988 | 1989 | 1990 |
| Rang  | 259  | 182  | 149  | 150  | 105  | 204  | 310  | 427  |

Source : (en) « Classements de Penny Barg », sur le site officiel du WTA Tour

### En double
| Année | 1986 | 1987 | 1988 | 1989 | 1990 |
| Rang  | 100  | 42   | 30   | 43   | 73   |

Source : (en) « Classements de Penny Barg », sur le site officiel du WTA Tour